# Tambao
Tambao est une commune située dans le département de Markoye, dans la province d'Oudalan, région du Sahel, au Burkina Faso.

## Géographie
Tambao est proche des frontières malienne et nigérienne.

## Géologie
Les roches manganifères de Tambao appartiennent à une petite unité métamorphique d’origine volcano-sédimentaire, isolé au milieu des roches granitiques.

## Économie
La mine de manganèse de Tambao est l’un des sites les plus importants de la planète pour ce minerai. Avec des réserves estimées à 107 millions de tonnes à forte teneur et une production annuelle possible de 3 millions de tonnes, cette mine connait un imbroglio juridique et politique depuis 2014,.

## Transports
La commune est traversée par la route nationale 3. Une liaison ferroviaire vers Kaya pour évacuer le minerai extrait de la mine de manganèse est envisagée dès le milieu des années 2010.
Tambao dispose d'un aéroport : Code AITA : TMQ - Code OACI : DFEM - Altitude : 820 pieds (250 mètres) - Latitude : 14° 48' 0'' N Longitude : 0° 3' 0'' E.